# Fasnachts-Comité
Das Fasnachts-Comité (oft nur Comité, aber auch Offizielles Fasnachts-Comité genannt) ist der offizielle Organisator der Basler Fasnacht.

## Aufgaben des Comités
Das Fasnachts-Comité organisiert jedes Jahr den Cortège am Fasnachts-Montag und -Mittwoch Nachmittag in Basel. Des Weiteren ist das Comité bemüht, für die ganze Fasnacht vernünftige Rahmenbedingungen zu schaffen. Über die Ausgabe einer Fasnachtsplakette (Fasnachtsblaggedde) und via Sammelaktionen beschafft das Comité die nötigen finanziellen Mittel um angeschlossene Gruppen leistungsbezogen subventionieren zu können (siehe auch: Problematik). Ausserdem wird jedes Jahr, kurz vor der Fasnacht, ein Fasnachtsführer, in Form eines Hefts namens Rädäbäng, gedruckt. In diesem sind alle Gruppen mit ihrem Sujet und weiterführenden Informationen aufgelistet.

### Rund um die Fasnacht
Vor der Fasnacht ist das Comité verantwortlich für die Organisation und Ausführung des Monstre-Trommelkonzerts (Drummeli) und hält das Patronat beim offiziellen Basler Preistrommeln und -pfeifen. Nach der Fasnacht findet dann die erschti Lektion statt, ein Programm zur Nachwuchsförderung, bei welchem mit zahlreichen Mitmach-Aktionen fürs Larven-kaschieren (Maskenbau) und -bemalen, fürs Laternenmalen und fürs Trommeln und Pfeifen geworben wird.
Für Neuzuzügerinnen und Neuzuzüger in Basel bietet man Informationsveranstaltungen an.
Zu den Aufgaben des Comités gehört auch die Pflege der Kontakte zu den aktiven Fasnächtlern aus allen Gruppierungen.
Weiter ist man stets im Gespräch mit den Gremien der Interessenvereine (IG Gugge, FG Gugge, IG Wage, IG Tambouren- und Pfeifergruppen, IG Chaise und auch dem Schnitzelbank-Comité) und pflegt freundschaftliche Kontakte zu Behörden und anderen Institutionen (Regierung, Polizei-Departement, BVB, Baudepartement, Basel Tourismus).
Das Comité führt ein eigenes Fasnachtsarchiv, wobei ältere Dokumente dem Schweizer Staatsarchiv anvertraut werden.

## Geschichte
In den 1850er Jahren begann ein Verein namens Quodlibet die Fasnacht zu organisieren. Später übernahm das Wurzengraber-Kämmerli für das Kleinbasel eine ähnliche Funktion. Beide Vereine organisierten und beeinflussten wesentliche Elemente der Basler Fasnacht. So wurde mit dem grossen Trommelkonzert 1906 die später als Monstre beziehungsweise Drummeli bekannte Vorfasnachtsveranstaltung ins Leben gerufen. Ab 1911 war erstmals ein vereintes Fasnachts-Comité für die Organisation der Basler Fasnacht zuständig. Im selben Jahr führte das Comité auch die Fasnachtsplakette ein. 1911 war sie für 50 Rappen erhältlich. Es wurden 40'000 Plaketten (ansteckbare Abzeichen) sowie 5000 Medaillen mit Bändchen verkauft. Den halben Ertrag erhielt das Comité, während der Rest für arme Kinder gespendet wurde. Gleichzeitig erschien erstmals ein gedruckter Fasnachtsführer (ab 1949 als Rädäbäng bekannt).

## Problematik
Nicht alle Cliquen und Fasnachts-Gruppen haben sich unter dem Fasnachts-Comité zusammengeschlossen. Da es ein wichtiger Bestandteil der Basler Fasnacht ist, der Obrigkeit den Spiegel vorzuhalten und auf Missstände aufmerksam zu machen, tun sich einige Gruppen schwer, sich einer Organisation unterzuordnen, welche reguliert, bewertet und kontrolliert. Andere wiederum sind mit der Leistung des Fasnachts-Comités unzufrieden und haben eigene Comités gegründet (z. B. Comitée2000).
Die organisierte Fasnacht bringt neben Ordnung und Struktur auch viele Vorschriften und Richtlinien, was mancherorts auf starken Widerstand stösst. So werden zum Beispiel am Cortège Marschrouten und -zeiten genau vorgeschrieben und überwacht. Als weiterer Punkt, der für Unmut sorgt, gilt die leistungsbezogene Subventionierung, welche nach einem nicht transparenten Modell den Auftritt einer Fasnachtsgruppe während der jeweiligen Fasnacht bewertet und dementsprechend auch subventioniert. Einfluss haben unter anderem die Wahl des Sujets und deren Umsetzung.